# Konrad Emil Bloch

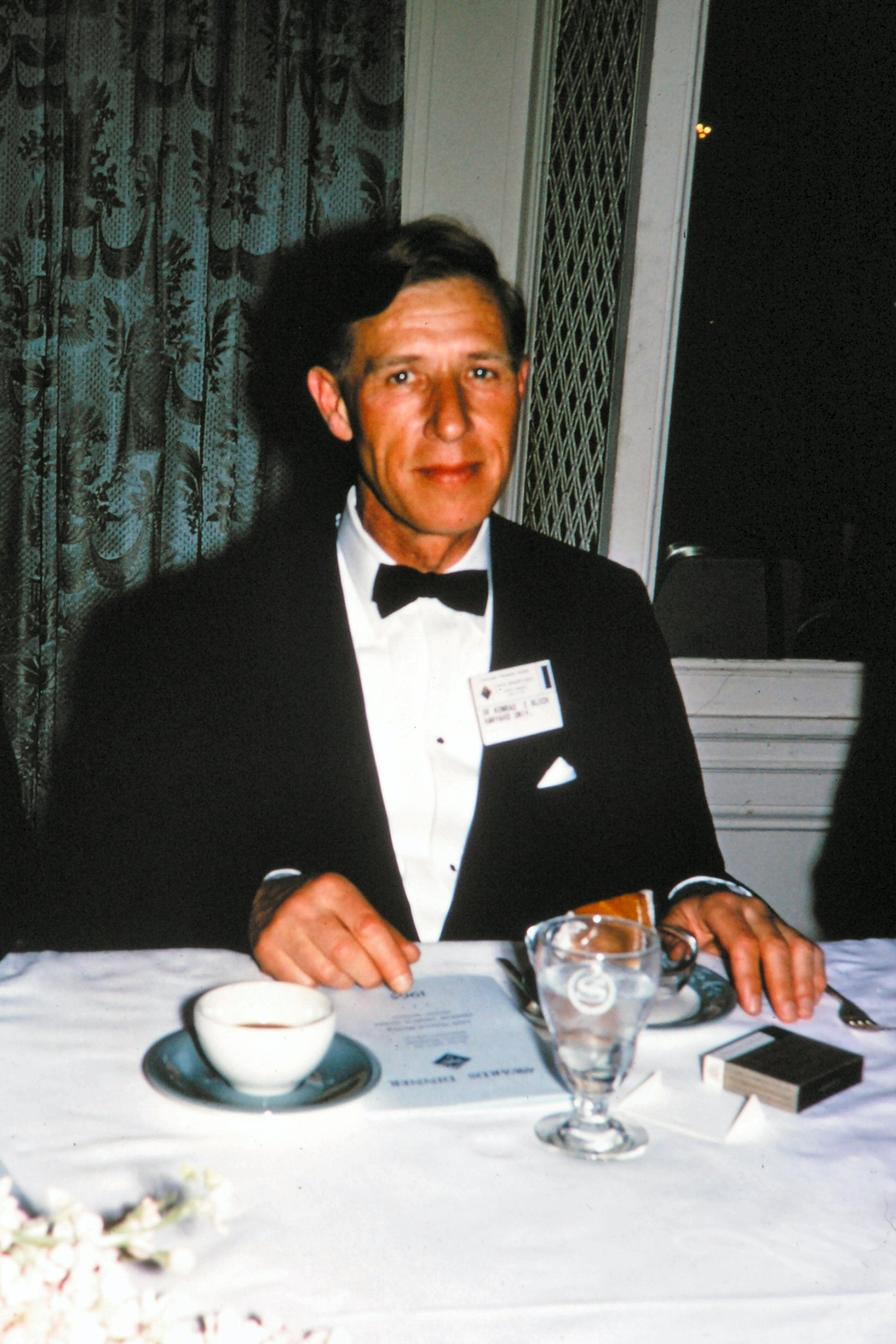
Konrad Emil Bloch, 1965

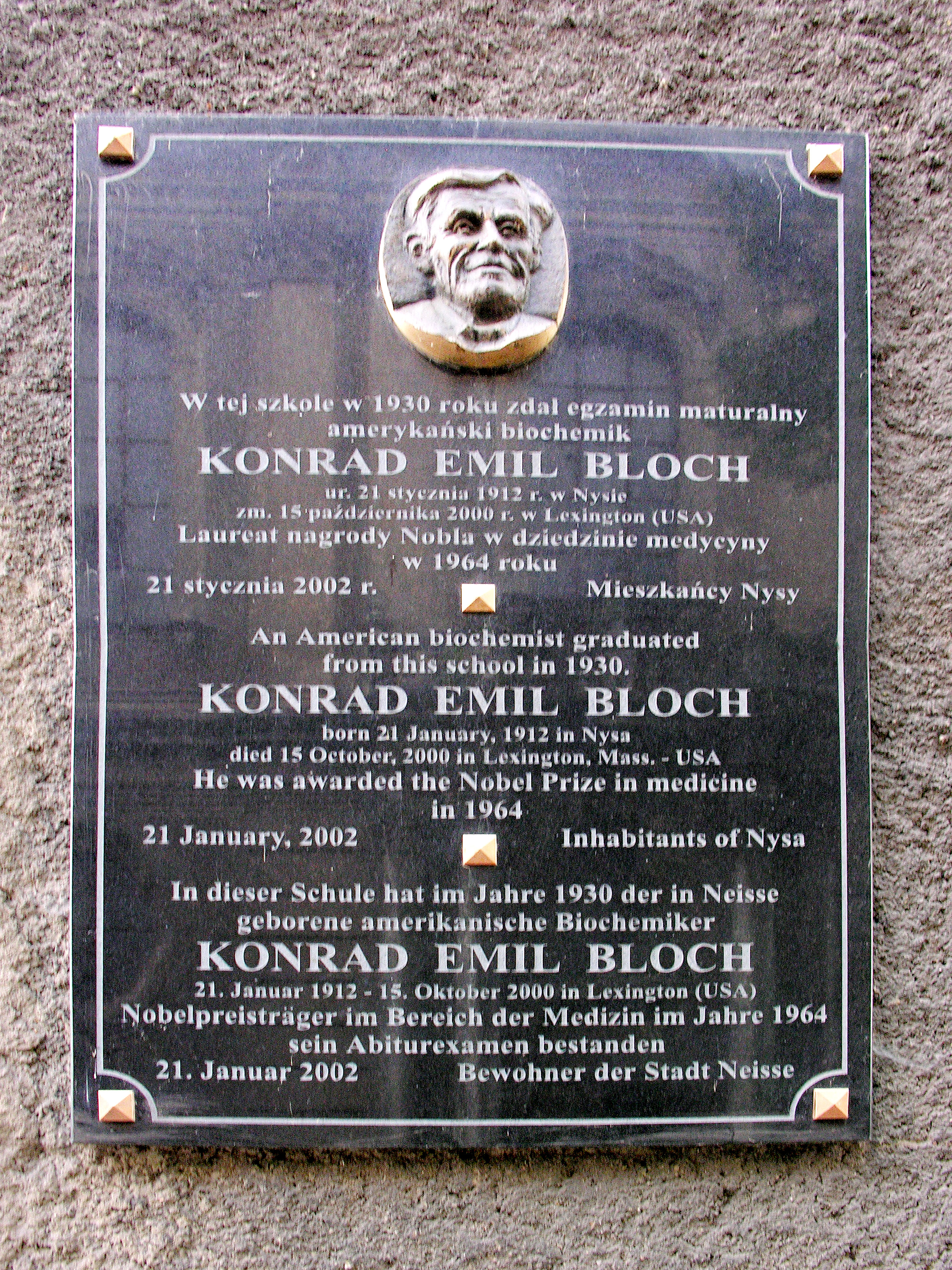
Tấm biển tưởng niệm Konrad Emil Bloch ở Nysa

Konrad Emil Bloch (21.1.1912 – 15.10.2000) là nhà hóa sinh người Mỹ, đã đoạt Giải Nobel Sinh lý và Y khoa năm 1964 (chung với Feodor Lynen).

## Cuộc đời và Sự nghiệp
Bloch sinh tại Neisse (Nysa), tỉnh Silesia thuộc vương quốc Phổ. Từ năm 1930 tới 1934, ông học hóa học ở Đại học kỹ thuật München. Năm 1934, do việc Đức quốc xã bách hại các người Do Thái, nên ông chạy trốn sang "Viện nghiên cứu Thụy Sĩ" (‘’Schweizerische Forschungsinstitut’’) ở Davos, Thụy Sĩ, rồi sang Hoa Kỳ năm 1936 và vào học Phân ban hóa sinh ở Trường Y học Yale. Sau đó ông học tiếp ở Đại học Columbia, đậu bằng tiến sĩ hóa sinh năm 1938.
Từ năm 1939 tới 1946 ông giảng dạy ở Đại học Columbia, tiếp theo là Đại học Chicago. Năm 1954 ông làm giáo sư hóa sinh ở Đại học Harvard cho tới khi nghỉ hưu năm 1982.
Bloch đoạt Giải Nobel Sinh lý và Y khoa năm 1964, chung với Feodor Lynen, cho công trình phát hiện của họ về cơ chế và sự điều chỉnh cholesterol cùng việc trao đổi chất axít béo.
Ông là hội viên của Royal Society từ năm 1985.
Bloch từ trần ở Lexington, Massachusetts do bị suy tim ứ huyết.